# Fort Greene (Brooklyn)

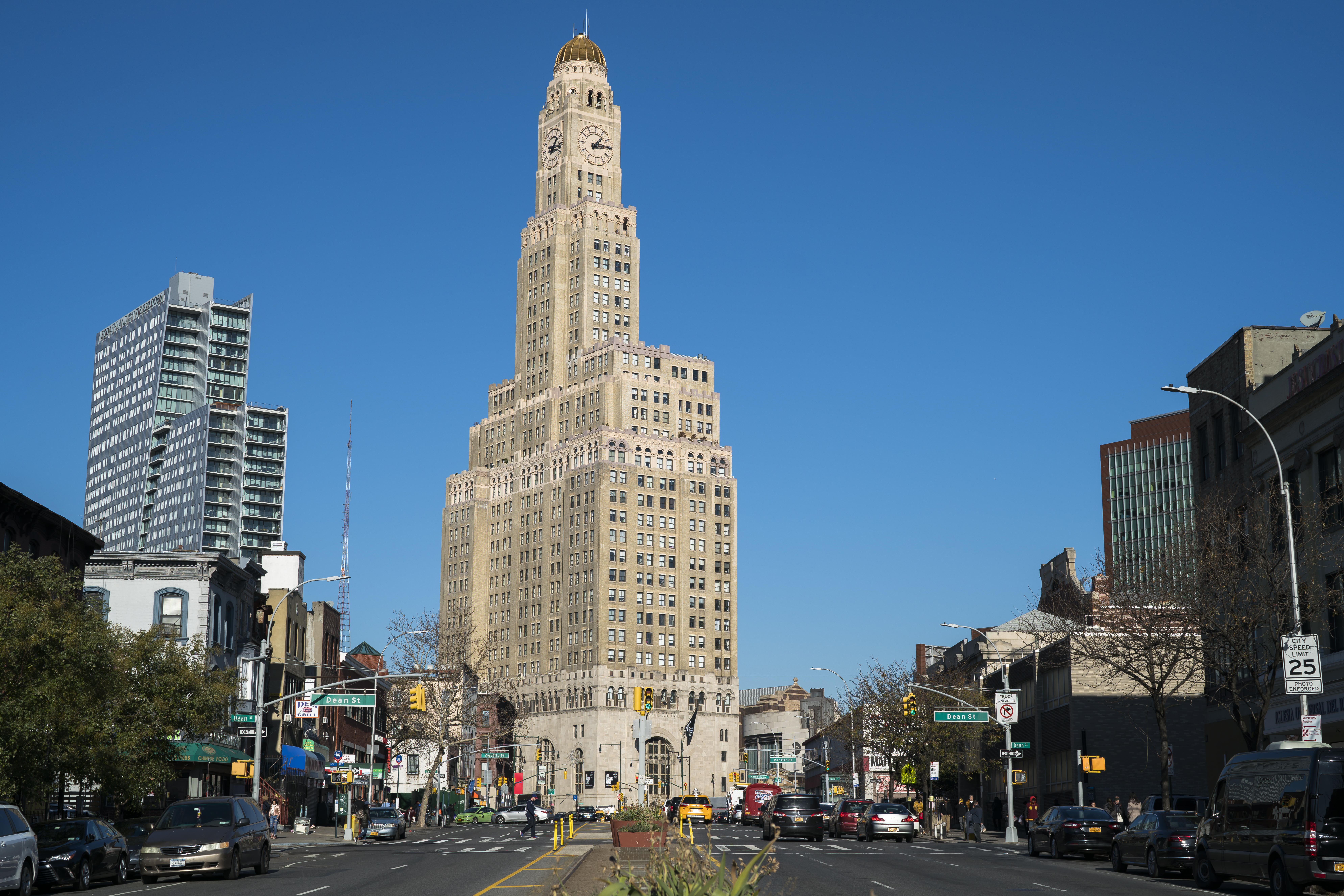
Williamsburgh Savings Bank Tower

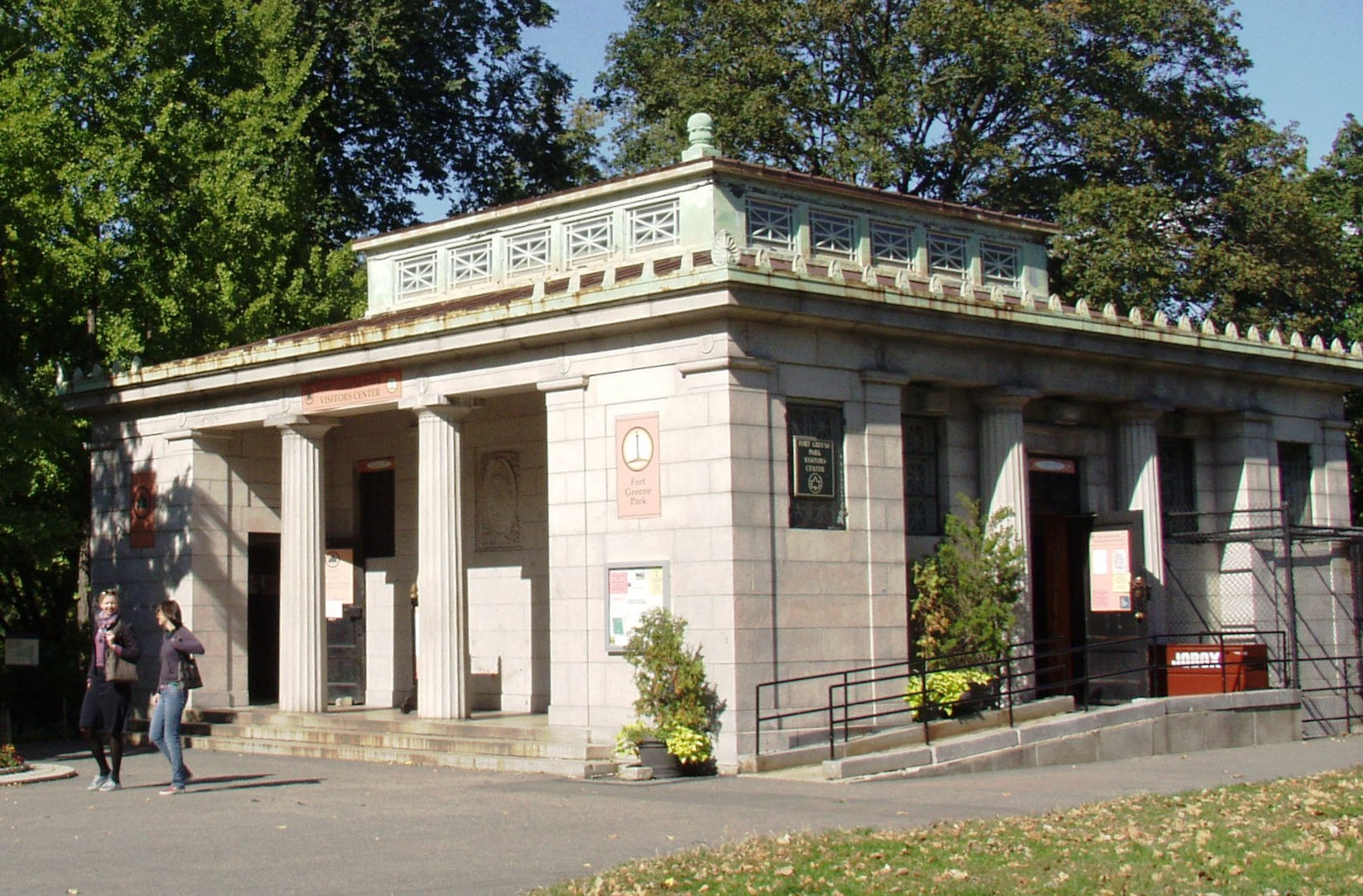
Informationszentrum im Fort Greene Park

Fort Greene ist ein Stadtteil im nordwestlichen Teil des New Yorker Stadtbezirks Brooklyn. Laut US-Census lebten im Jahr 2020 in Fort Greene 30.649 Menschen. Das Viertel ist Teil des Brooklyn Community District 2 und hat die Postleitzahlen 11201, 11205, 11217 und 11238. Fort Greene gehört zum 88. Bezirk des New Yorker Polizeidepartements und wird kommunal durch den 35. Bezirk des New York City Council vertreten. Der „Fort Greene Historic District“ ist im New York State Registry und im National Register of Historic Places aufgeführt und ist ein in New York City ausgewiesener historischer Bezirk. Der Stadtteil besitzt viele Beispiele von Italianate-Architektur aus der Mitte des 19. Jahrhunderts, elegante Wohngebäude und ist bekannt für seine vielen von Bäumen gesäumten Straßen.

## Lage
Fort Greene nimmt eine Fläche von rund 1,44 km² ein und wird von der Flushing Avenue und dem Brooklyn Navy Yard im Norden, der Flatbush Avenue Extension und Downtown Brooklyn im Westen, der Atlantic Avenue und Prospect Heights im Süden sowie der Vanderbilt Avenue und Clinton Hill im Osten begrenzt. Im Zentrum des Stadtteils liegt der zirka 12 Hektar große Fort Greene Park. Der Brooklyn–Queens Expressway (Interstate 278) durchquert den nördlichen Teil des Viertels. Bedeutende Hauptverkehrsstraßen sind die Fulton Street und die Lafayette Avenue im Süden sowie die am Fort Greene Park vorbeiführende DeKalb Avenue in der Mitte des Stadtteils.

## Geschichte

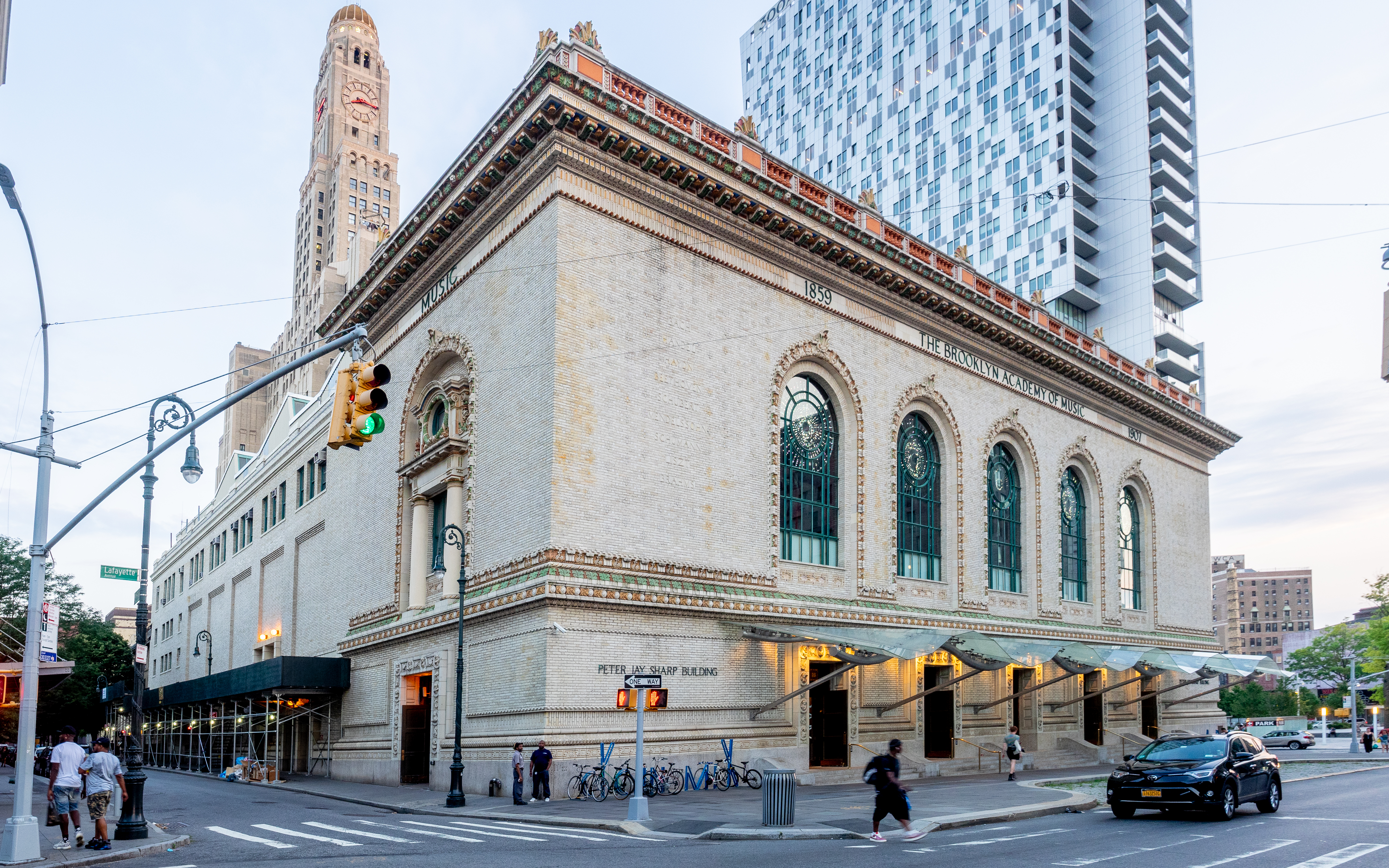
Brooklyn Academy of Music (BAM) 2019

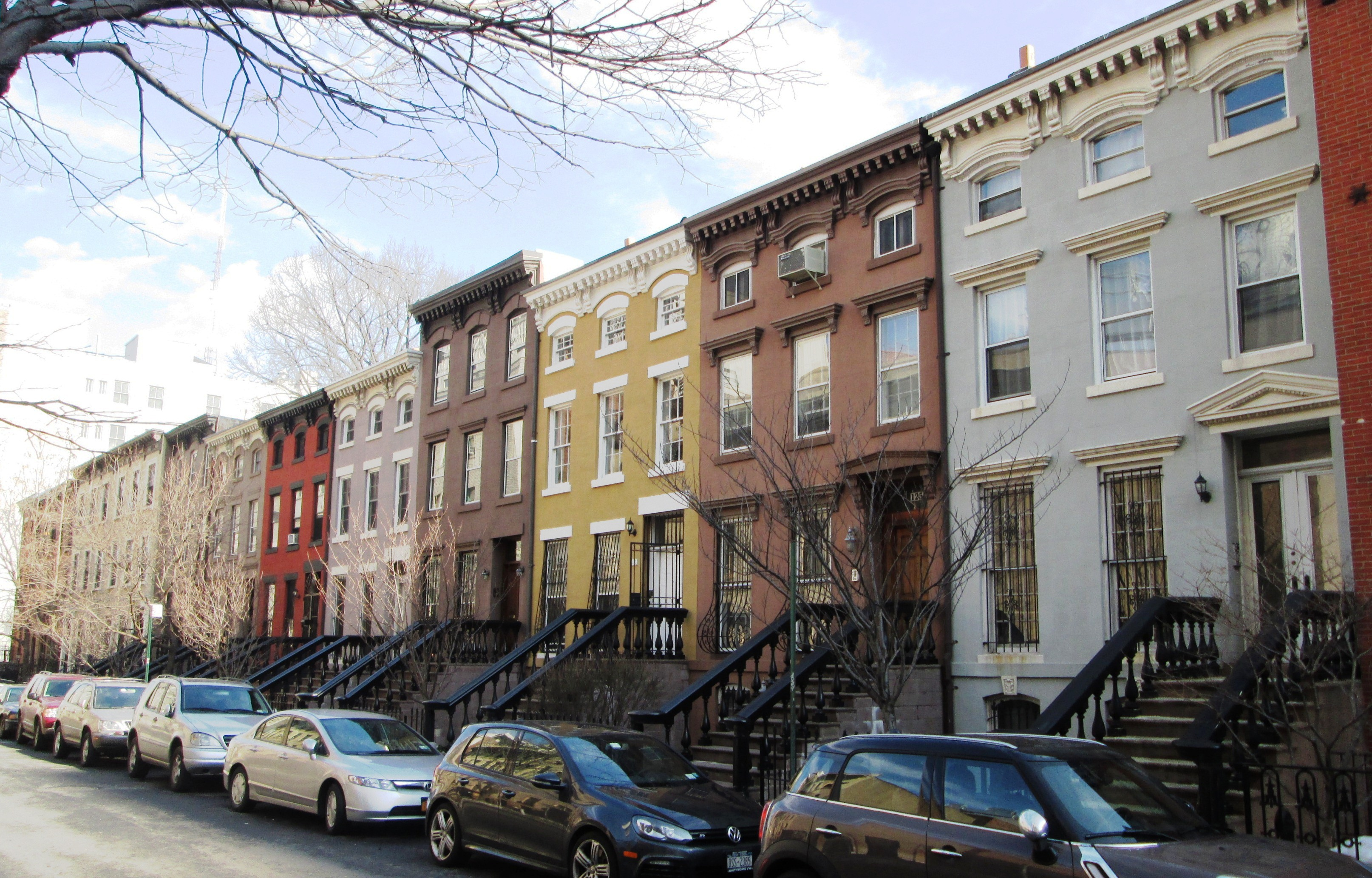
St. Felix Street mit typischen Wohnhäusern im italienisierenden Stil

Fort Greene ist nach einer Festung aus der Zeit des Amerikanischen Unabhängigkeitskrieges benannt, die 1776 unter der Aufsicht von General Nathanael Greene von Rhode Island gebaut wurde. Bis 1847 errichtete man an Stelle des Forts den „Washington Park“, der 1897 in Fort Greene Park umbenannt wurde. Er ist der zweite in Brooklyn geschaffene Park und wurde im Jahr 1867 von Frederick Law Olmsted und Calvert Vaux neu gestaltet.
Die „Brooklyn Academy of Music“ (BAM) eröffnete 1908 am Standort Lafayette Avenue/Ashland Place im Peter Jay Sharp Building ihre neue bis heute bestehende Veranstaltungsstätte, darunter das „Howard Gilman Opera House“ mit 2.109 Sitzplätzen. Der „Williamsburgh Savings Bank Tower“ im Südwesten des Stadtteils wurde von 1927 bis 1929 erbaut und war 80 Jahre lang das höchste Gebäude in Brooklyn. Die „Brooklyn Technical High School“ begann 1930 mit dem Schulbau am Fort Greene Place. 1941 bis 1944 entstand zwischen dem Stadtteil Brooklyn Navy Yard und dem Fort Greene Park die Wohnsiedlung Fort Greene Houses, das sich nach der Stilllegung der Werften in Brooklyn Navy Yard in ein Problemviertel wandelte.
In den 1960er bis 1980er Jahren breitete sich vermehrt Armut aus, die eine Steigerung der Kriminalität zur Folge hatte. 1978 ernannte die New Yorker Landmarks Preservation Commission zwei Distrikte, den Fort Greene und BAM Historic District. Herbert Scott Gibson gründete die „Fort Greene Association“, die sich für die Einrichtung des Historic District Status einsetzte. Der Fort Greene Historic District wurde 1983 in das National Register of Historic Places aufgenommen. Ende der 1980er und Anfang der 1990er Jahre begannen Künstler, Denkmalpfleger und Baufachleute, das Viertel mit Restaurationen wieder aufzuwerten.
Anfang des 21. Jahrhunderts zogen viele neue Einwohner und Unternehmen nach Fort Greene. Es fand eine für New York beispielhafte Gentrifizierung des Stadtteils statt, die zum Beispiel die New York Times als „vorherrschendes Gefühl der Freundschaft verschiedener Ethnien, das Soziologen fasziniert und Bürger der Mittelschicht aus anderen Teilen der Stadt anzieht“ beschreibt. Ein seit 1994 laufendes Projekt soll 2.250 bezahlbare Wohnungen, 10.000 Arbeitsplätze und öffentlich zugängliche Freiflächen schaffen und die Entwicklung des Stadtteils voranbringen. Bis 2018 sind vier der fünfzehn geplanten Gebäude realisiert und die Frist der Fertigstellung um zehn Jahre bis 2035 verlängert worden.

## Demografie
Laut Volkszählung von 2020 hatte Fort Greene 30.649 Einwohner bei einer Einwohnerdichte von 21.284 Einwohnern pro km². Im Stadtteil lebten 10.297 (33,6 %) Weiße, 9.619 (31,4 %) Afroamerikaner, 5.339 (17,4 %) Hispanics und Latinos, 3.432 (11,2 %) Asiaten, 357 (1,2 %) aus anderen Ethnien und 1.605 (5,2 %) aus zwei oder mehr Ethnien.

## Verkehr

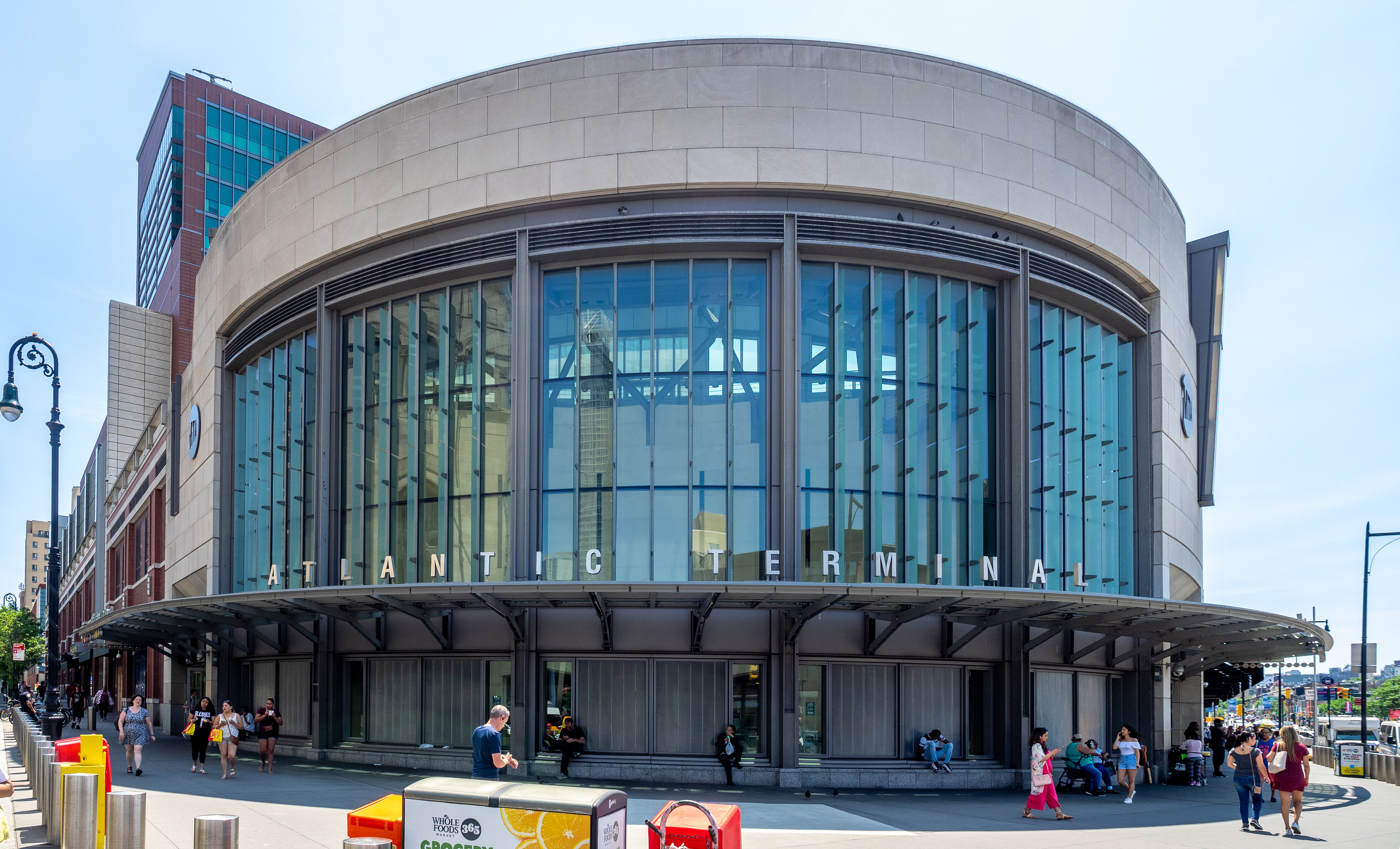
Atlantic Terminal

Fort Greene ist sehr gut an das U-Bahn-Netz der New York City Subway angebunden und wird mit zahlreichen Linien an den Stationen DeKalb Avenue (), Atlantic Avenue–Barclays Center (), Lafayette Avenue () und Fulton Street () bedient. Des Weiteren befindet sich im Südwesten des Stadtteils das Atlantic Terminal der Long Island Rail Road (LIRR). Der Stadtteil wird zudem von acht Buslinien angefahren. Auf dem Wasserweg erreicht man Fort Greene mit der Astoria-Route von NYC Ferry, die in Brooklyn Navy Yard am 20. Mai 2019 einen neuen Fähranleger eröffnet hat.